# Stig-Helmer Olsson
Stig-Helmer Olsson, född 3 juli eller 5 maj 1940 i Stockholm, är en rollfigur som Lasse Åberg har utformat och spelat i filmen Sällskapsresan eller Finns det svenskt kaffe på grisfesten och dess uppföljare.

## Ursprung
Lasse Åberg hade tidigare gjort filmen Repmånad tillsammans med producenten Bo Jonsson där Åberg spelar den snarlika figuren Helge Jonsson. Filmen blev en framgång och Jonsson och Åberg hade tankar på att göra fler filmer i samma anda. Efter att först övervägt namnet Stig-Harald bestämdes namnet Stig-Helmer efter Lasse Åbergs morbror Stig-Helmer Jansson (1924-1983).

## Karaktär och användning
Stig-Helmer är en blyg och tillbakadragen brödrostkontrollant som dras ut på olika äventyr av sin norske kompis Ole Bramserud. I varje film träffar han en tjej som han förälskar sig i, för att i början av följande film vara ensam igen. I SOS – en segelsällskapsresa förstår Ole varför Lotta lämnade Stig-Helmer och hans mamma (Stig-Helmer är nämligen väldigt mammakär). Mamman oroar sig ständigt för Stig-Helmer och kan inte förstå varför han ska åka på hälsohem, till Alperna, ut på sjön och så vidare.
Stig-Helmer är född i Birkastan i Stockholm, men har sitt hjärta på Söder, och han syns också ofta med någon form av Hammarbypryl; så som pin, klistermärke eller nallebjörn med Hammarbys klubbmärke på.
Stig-Helmer är till det yttre ganska gammalmodig och blir i Den ofrivillige golfaren tagen för att vara britt på grund av sin klädstil.
I filmen SOS – en segelsällskapsresa har Stig-Helmer en cirka sex år gammal son, Karl-Helmer Olsson. Hans mamma är den ovan nämnda Lotta; kvinnan som Stig-Helmer träffade i filmen Sällskapsresan II – Snowroller.
Julen 2011 hade filmen The Stig-Helmer Story biopremiär. Den handlar om Stig-Helmer Olssons uppväxt. Här är många karaktärsdrag betonade, som sammantaget pekar ut en utpräglad Asperger-personlighet, vilket uppmärksammats i "Asperger-världen".

## I verkligheten
Sedan 2015 står det en staty i brons över Stig Helmer i Bålsta centrum. Statyn invigdes på Håbo festdag den 15 augusti av bland annat Sven Melander som spelade Berra i Sällskapsresan-filmerna. Vid statyn finns en guldplåt med texten "Jag kan flyga".

## Filmografi
- 1980 - Sällskapsresan
- 1985 - Sällskapsresan II – Snowroller
- 1988 - SOS – en segelsällskapsresa
- 1991 - Den ofrivillige golfaren
- 1999 - Hälsoresan – En smal film av stor vikt
- 2011 - The Stig-Helmer Story